# Letiště Lyon-Saint-Exupéry
Letiště Lyon-Saint-Exupéry (francouzsky Aéroport Lyon Saint-Exupéry nebo Letiště Lyon Satolas, IATA: LYS, ICAO: LFLL) je jedním ze dvou letišť umístěných na území aglomerace Lyonu ve Francii, od kterého se nachází asi 25 km na východ. Letiště bylo v roce 2000 pojmenované na počest stého výročí narození francouzského spisovatele a pilota Antoina de Saint-Exupéryho, rodáka z Lyonu.
Letiště se nachází u obce Colombier-Saugnieu, která je vzdálena 20 kilometrů od centra Lyonu. Obě jeho dráhy jsou orientovány na sever-jih a je to důležitý dopravní uzel pro celý region Auvergne-Rhône-Alpes. Kyvadlová doprava spojuje letiště s centrem Lyonu a dalšími městy, včetně Chambéry a Grenoble.
Železniční doprava v podobě Rhônexpress započala v srpnu 2010 a moderní TGV vlaky spojují železniční stanici Lyon Part-Dieu se stanicí Gare de Lyon Saint-Exupéry v době méně než 30 minut.

## Historie
Slavnostní otevření se uskutečnilo 12. dubna 1975 za účasti prezidenta Valéry Giscard d'Estaing. Pro cestující bylo letiště otevřeno o týden později. Navrženo je tak, aby nahradilo staré letiště Lyon-Bron, které nemohlo být rozšířeno, protože se nachází v městské oblasti.
Letiště se původně jmenovalo Lyon Satolas, ale v roce 2000 bylo letiště a přilehlá vlakové nádraží přejmenována na počest průkopníka letectví a spisovatele Antoine de Saint-Exupéry, který zemřel během druhé světové války v letadle.
Svůj hub si zde v roce 1997 otevřela největší francouzská letecká společnost Air France.
V roce 2012 letiště přepravilo 8 451 039 cestujících, čímž se stalo čtvrtým nejvyužívanějším francouzským letištěm po letišti Charlese de Gaulla a Orly v Paříži a po letišti Côte d'Azur v Nice.

## Aerolinie a destinace

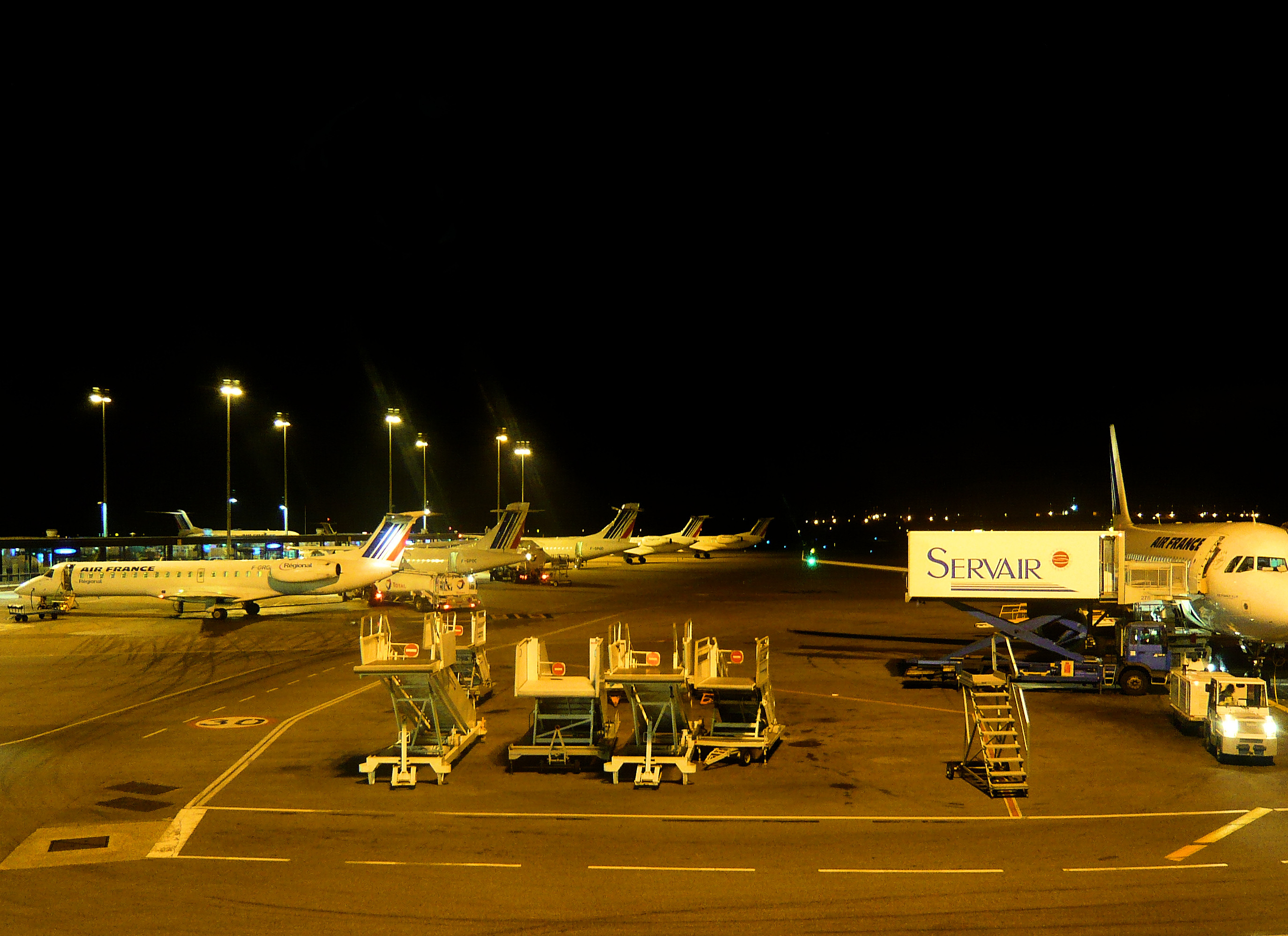
Pohled na plochu

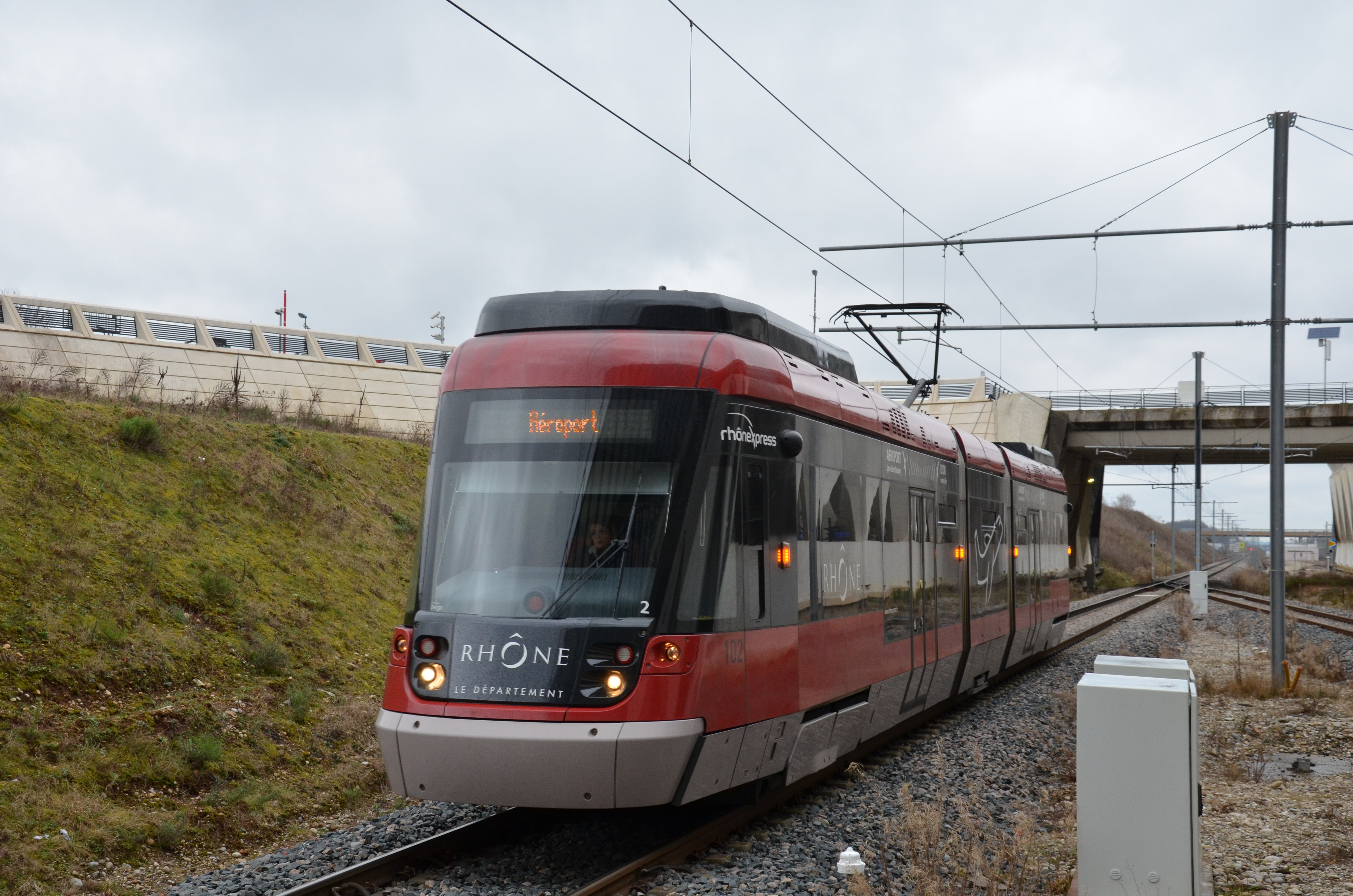
Stanice Rhônexpress-u

(Aktualizováno 23. dubna 2024.)
| Letecká společnost | Destinace               | Destinace |
| ------------------ | ----------------------- | --- |
| Aegean Airlines    | Řecko                   | Sezónně: Athény \| Heáaklion |
| Aer Lingus         | Irsko                   | Dublin \| sezónně: Cork |
| Air Algerie        | Alžírsko                | Alžír · Annaba · Batna · Bidžája · Biskra · Constantine · Oran · Setif · Tlemcen                                                                     |
| Air Arabia Maroc   | Maroko                  | Casablanca · Fes · Tanger |
| Air Cairo          | Egypt                   | Hurghada · Luxor |
| Air Canada         | Kanada                  | Montréal |
| Air France         | Francie                 | Biarritz · Bordeaux · Brest · Caen · Marseille · Nantes · Nice · Paříž-Charlese de Gaulla · Rennes · Štrasburk · Toulouse \| sezónně: Calvi · Figari |
| Air France         | Nizozemsko              | Amsterdam |
| Air Montenegro     | Černá Hora              | Sezónně: Podgorica |
| Air Senegal        | Senegal                 | Dakar |
| Air Serbia         | Srbsko                  | Bělehrad |
| Air Transat        | Kanada                  | Montréal |
| ASL Airlines       | Alžírsko                | Alžír |
| Austrian Airlines  | Rakousko                | Vídeň |
| BRA                | Švédsko                 | Göteborg |
| British Airways    | Spojené království      | Londýn-Heathrow \| sezónně: Londýn-Gatwick |
| Brussels Airlines  | Belgie                  | Brusel |
| Bulgaria Air       | Bulharsko               | Sezónně: Sofie |
| Corsair            | Francie                 | Marseille |
| Croatia Airlines   | Chorvatsko              | Sezónně: Split |
| easyJet            | Česko                   | Sezónně: Praha |
| easyJet            | Dánsko                  | Kodaň |
| easyJet            | Chorvatsko              | Sezónně: Dubrovník · Split |
| easyJet            | Francie                 | Bordeaux · La Rochelle · Nantes · Toulouse \| sezónně: Ajaccio · Bastia · Brest · Calvi · Figari                                                     |
| easyJet            | Itálie                  | Benátky · Neapol · Řím-Fiumicino \| sezónně: Cagliari · Katánie · Olbia · Palermo                                                                    |
| easyJet            | Maroko                  | Marrakéš · Rabat \| sezónně: Agádír |
| easyJet            | Portugalsko             | Faro · Lisabon · Madeira · Porto |
| easyJet            | Řecko                   | Athény \| sezónně: Chania · Korfu |
| easyJet            | Spojené království      | Edinburgh · Londýn-Gatwick · Londýn-Luton · Manchester \| sezónně: Belfast · Birmingham · Bristol · Liverpool                                        |
| easyJet            | Španělsko               | Barcelona · Lanzarote · Madrid · Tenerife-Jih \| sezónně: Alicante · Ibiza · Málaga · Menorca · Palma de Mallorca                                    |
| Emirates           | Spojené arabské emiráty | Dubaj |
| Eurowings          | Německo                 | Düsseldorf |
| Chalair            | Francie                 | Limoges |
| Iberia             | Španělsko               | Madrid |
| Israir Airlines    | Izrael                  | Tel Aviv |
| Jet2.com           | Spojené království      | Sezónně: Manchester |
| KLM                | Nizozemsko              | Amsterdam |
| KM Malta Airlines  | Malta                   | Malta |
| Lufthansa          | Německo                 | Frankfurt, Mnichov |
| Norwegian          | Norsko                  | Sezónně: Oslo |
| Norwegian          | Švédsko                 | Sezónně: Stockholm |
| Nouvelair          | Tunisko                 | Sezónně: Džerba · Monastir · Tunis |
| Pegasus Airlines   | Turecko                 | Istanbul-Sabiha Gökçen |
| Qatar Airways      | Katar                   | Dauhá |
| Royal Air Maroc    | Maroko                  | Casablanca |
| Royal Jordanian    | Jordánsko               | Ammán |
| Sky Express        | Řecko                   | Sezónně: Heráklion |
| TAP Portugal       | Portugalsko             | Lisabon |
| Transavia France   | Albánie                 | Sezónně: Tirana |
| Transavia France   | Alžírsko                | Alžír · Bidžája · Constantine · Oran · Tlemcen |
| Transavia France   | Arménie                 | Sezónně: Jerevan |
| Transavia France   | Egypt                   | Sezónně: Hurghada · Káhira |
| Transavia France   | Itálie                  | Sezónně: Palermo |
| Transavia France   | Libanon                 | Bejrút |
| Transavia France   | Maroko                  | Agádír · Casablanca · Marrákeš \| sezónně: Fes · Udžda                                                                                               |
| Transavia France   | Portugalsko             | Porto \| sezónně: Faro · Madeira |
| Transavia France   | Řecko                   | Sezónně: Athény · Heráklion · Rhodos · Santorini |
| Transavia France   | Senegal                 | Sezónně: Dakar |
| Transavia France   | Spojené arabské emiráty | Sezónně: Dubaj |
| Transavia France   | Španělsko               | Sezónně: Málaga · Palma de Mallorca · Sevilla |
| Transavia France   | Švédsko                 | Sezónně: Stockholm |
| Transavia France   | Tunisko                 | Tunis \| sezónně: Džerba · Monastir |
| Transavia France   | Turecko                 | Sezónně: Antalya |
| Tunisair           | Tunisko                 | Džerba · Monastir · Tunis |
| Turkish Airlines   | Turecko                 | Istanbul \| sezónně: Istanbul-Sabiha Gökçen |
| Twin Jet           | Francie                 | Pau |
| Twin Jet           | Itálie                  | Bologna · Milán-Malpensa |
| Volotea            | Alžírsko                | Sezónně: Setif |
| Volotea            | Česko                   | Praha |
| Volotea            | Chorvatsko              | Sezónně: Dubrovník · Split |
| Volotea            | Itálie                  | Sezónně: Bari · Benátky · Florencie · Neapol · Olbia · Palermo                                                                                       |
| Volotea            | Francie                 | Nantes \| sezónně: Ajaccio · Bastia · Caen · Deauville · Figari                                                                                      |
| Volotea            | Maroko                  | Sezónně: Marrákeš |
| Volotea            | Německo                 | Berlín \| sezónně: Hamburk |
| Volotea            | Norsko                  | Oslo |
| Volotea            | Portugalsko             | Porto \| sezónně: Faro |
| Volotea            | Řecko                   | Sezónně: Athény · Heráklion · Kalamata · Korfu · Rhodos · Santorini                                                                                  |
| Volotea            | Španělsko               | Fuerteventura · Gran Canaria · Lanzarote · Madrid · Tenerife-Jih \| sezónně: Alicante · Bilbao · Málaga · Menorca · Palma de Mallorca · Valencie     |
| Vueling            | Španělsko               | Barcelona |
| Wizz Air           | Albánie                 | Tirana |
| Wizz Air           | Itálie                  | Řím-Fiumicino |
| Wizz Air           | Polsko                  | Sezónně: Krakov |
| Wizz Air           | Rumunsko                | Bukurešť |
| Wizz Air           | Spojené království      | Sezónně: Londýn-Gatwick |